# The Eyes of Tammy Faye (Film)
The Eyes Of Tammy Faye ist ein Filmdrama von Michael Showalter, das am 17. September 2021 in die US-Kinos kam. Die Filmbiografie basiert auf einem gleichnamigen Dokumentarfilm von Fenton Bailey und Randy Barbato über Tammy Faye Bakker, die Ehefrau des skandalumwitterten Fernsehpredigers Jim Bakker.

## Biografisches
In den USA gehörten die christliche Sängerin und Autorin Tamara Faye Messner und ihr Ehemann Jim Bakker eine Zeitlang zu den Superstars des Landes. Ihnen war es gelungen, das größte religiöse Broadcasting Network und einen Themenpark zu gründen. Durch finanzielle Probleme, sexuelle Skandale und Intrigen zerbrach ihre Ehe.

## Produktion
Regie führte Michael Showalter. Das Drehbuch schrieb Abe Sylvia. Die Filmmusik komponierte Theodore Shapiro. Das Soundtrack-Album mit 22 Musikstücken wurde am 17. September 2021 von Hollywood Records als Download veröffentlicht. Am gleichen Tag sollte ein Album mit den im Film verwendeten Songs erscheinen.

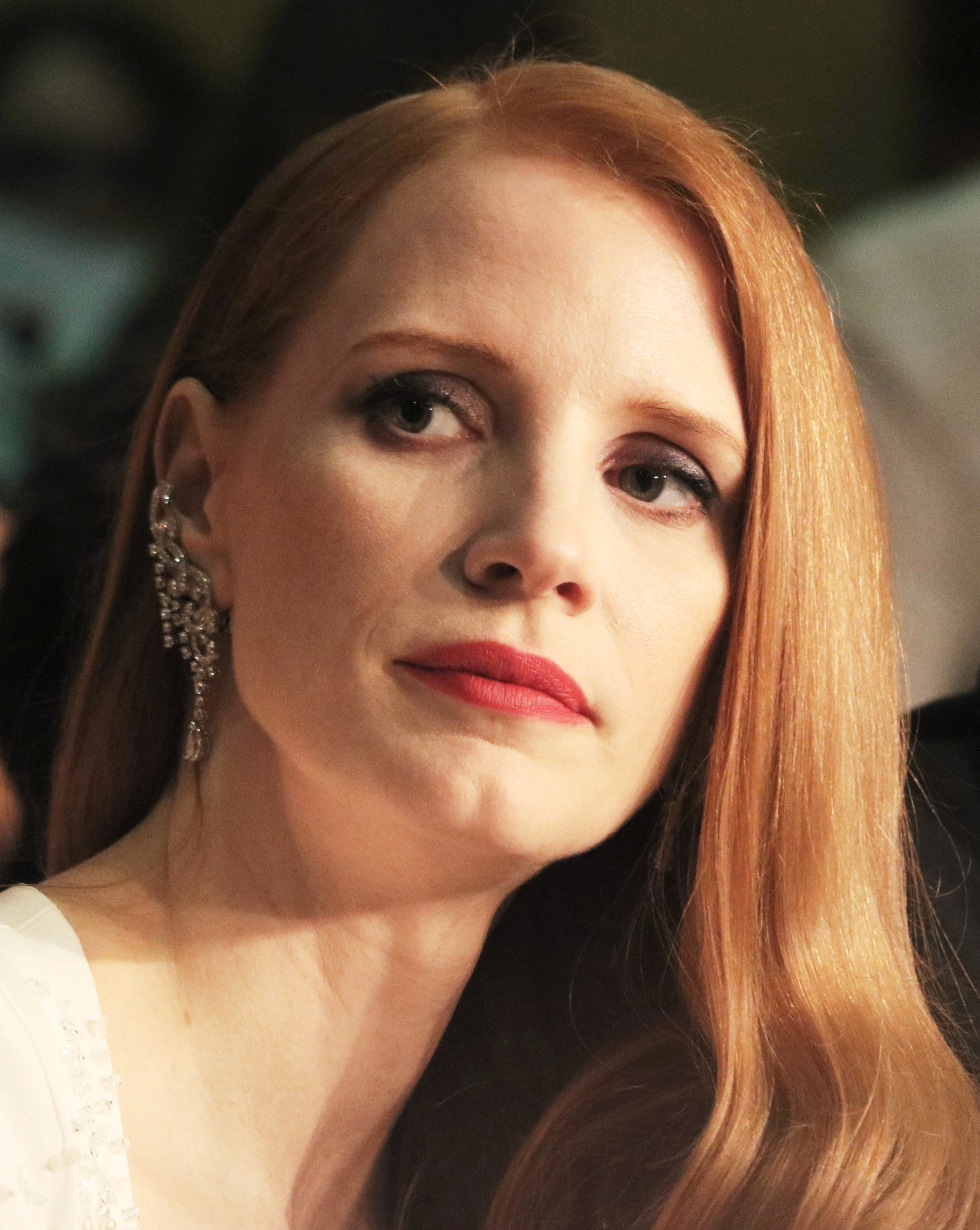
Jessica Chastain

Jessica Chastain spielt in der Titelrolle Tammy Faye Bakker, Andrew Garfield ihren Ehemann Jim Bakker.
Die Dreharbeiten fanden im Herbst 2019 in North Carolina statt, so in Charlotte und Concord.
Die Vorstellung des ersten Trailers erfolgte Anfang Juni 2021. Der Film kam am 17. September 2021 in die US-Kinos. Die Premiere erfolgte zuvor beim Toronto International Film Festival. Ende September 2021 wurde er beim San Sebastián International Film Festival gezeigt. Am 23. März 2022 wurde The Eyes of Tammy Faye in das Programm von Disney+ aufgenommen.

## Rezeption

### Altersfreigabe und Kritiken
In den USA wurde der Film von der MPAA als PG-13 eingestuft.
Die Kritiken zum Film waren bislang gemischt.

### Auszeichnungen (Auswahl)
Golden Globe Awards 2022
- Nominierung als Beste Schauspielerin (Jessica Chastain)

Make-Up Artists and Hair Stylists Guild Awards 2022
- Nominierung in der Kategorie Period and/or Character Make-Up (Linda Dowds, Ashleigh Chavis-Wolfe und Renee Goodwin)
- Nominierung in der Kategorie Special Make-Up Effects (Justin Raleigh, Kelly Golden, Chris Hampton und Thom Floutz)
- Nominierung in der Kategorie Period Hair Styling and/or Character Hair Styling (Stephanie Ingram, Betty Lou Skinner, Heather Hawkins und Bryson Conley)[13]

Rome Film Festival 2021
- Nominierung im Hauptwettbewerb[14]

Oscarverleihung 2022
- Auszeichnung als Beste Hauptdarstellerin (Jessica Chastain)
- Auszeichnung für das Beste Make-up und die besten Frisuren (Linda Dowds, Stephanie Ingram und Justin Raleigh)

Palm Springs International Film Festival 2022
- Auszeichnung mit dem Desert Palm Achievement Award (Jessica Chastain)[15]

San Sebastián International Film Festival 2021
- Nominierung im Wettbewerb
- Auszeichnung als Beste Hauptdarstellerin (Jessica Chastain)[16][17]

Satellite Awards 2021
- Nominierung als Beste Hauptdarstellerin (Jessica Chastain)[18]

Screen Actors Guild Awards 2022
- Auszeichnung als Beste Hauptdarstellerin (Jessica Chastain)

Toronto International Film Festival 2021
- Auszeichnung mit Tribute Actor Award (Jessica Chastain)[19]